# 이름 (스포츠)

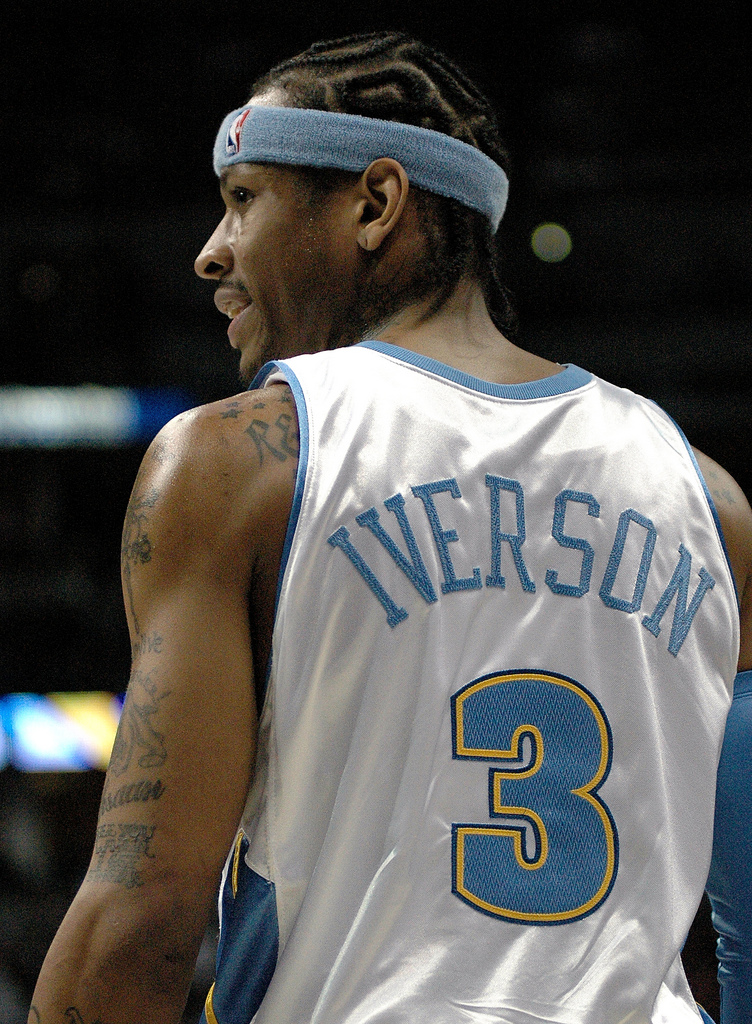
2007년 덴버 너기츠 유니폼에 이름이 표시된 앨런 아이버슨

스포츠, 특히 단체 스포츠에서 선수 이름은 종종 유니폼 이름, 선수단 이름, 저지 이름, 셔츠 이름으로 불리며 선수의 유니폼에 새겨진 이름이다.
원래 선수의 유니폼에 새겨진 번호는 각 선수를 (때로는 코치나 경기 임원 등 다른 사람들을) 같은 유니폼을 입은 다른 사람들로부터 식별하고 구별하는 데 사용되었다.
일반적으로 성을 사용하지만, 별명도 흔하다. 이름은 일반적으로 저지 뒷면에 번호와 함께 표시된다. 이름 인쇄는 팬들에게 선수를 홍보하고 저지 판매를 촉진하는 등 스포츠 마케팅의 관점에서도 사용된다.

## 축구

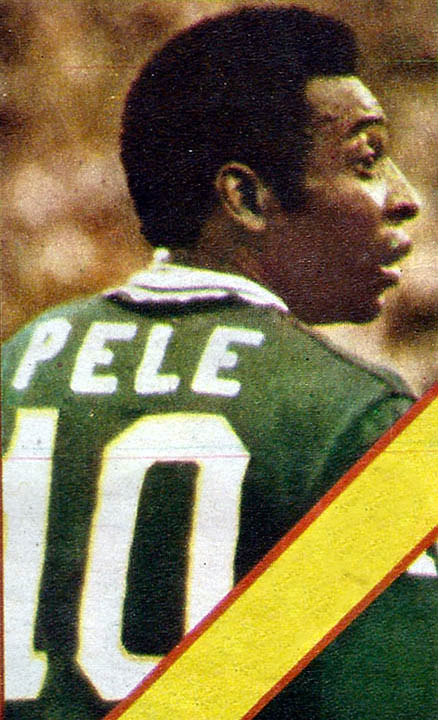
1977년 뉴욕 코스모스 저지에 이름이 새겨진 브라질 스타 펠레. NASL은 선수 이름 셔츠 사용의 선구자였다.

축구에서 등번호가 있는 저지에 대한 최초의 기록은 1911년으로 거슬러 올라가며, 호주 팀인 시드니 라이카르트와 HMS 파워풀이 등번호를 처음으로 사용했다. 1950년 FIFA 월드컵은 모든 선수에게 등번호가 부여된 최초의 국제 축구 연맹 대회였지만, 1954년 FIFA 월드컵까지는 영구 등번호가 발행되지 않았다. 1954년 월드컵에서는 각 국가의 22명 선수단이 토너먼트 기간 동안 1번부터 22번까지 특정 번호를 착용했다.
1994년 FIFA 월드컵에서 국제 축구 연맹은 저지에 변경을 가하여 등번호를 뒷면뿐만 아니라 앞면에도 추가하고, 처음으로 선수 이름을 저지 뒷면에 추가했다. 이러한 수정은 텔레비전 및 라디오 방송사들이 선수들을 더 쉽게 식별할 수 있도록 하기 위해 구현되었다. 1970년대 북미 축구 리그, UEFA 유로 1992, 1992년 하계 올림픽 축구, 프리미어리그 1993-94에서도 저지 위에 이름이 사용되었지만, 1994년 FIFA 월드컵 이후 전 세계 다양한 축구 대회에서 더 흔하게 사용되었다.

## 야구
메이저 리그 베이스볼에서는 1929년 뉴욕 양키스와 클리블랜드 인디언스에 의해서야 등번호가 도입되었다. 유니폼에 이름이 도입된 것은 1960년 시카고 화이트삭스의 빌 비크에 의해서였다.
하지만 프로 야구에 등번호를 도입했음에도 불구하고, 현재 양키스 유니폼에는 선수 이름이 인쇄되어 있지 않다. 이는 야구가 팀 스포츠이며 선수 이름이 없는 것이 개인의 스타성보다 팀워크와 단결의 가치를 강조한다는 팀 전통과 철학 때문이다.

## 농구
NBA 팀 저지에는 선수의 성이 뒷면에 새겨져 있다. 남자 및 여자 대학 농구에서는 팀이 선수의 성과 등번호를 뒷면에 사용하거나 등번호만 뒷면에 사용하는 옵션을 가질 수 있다. 고등학교 농구에서는 일반적으로 등번호만 뒷면에 사용되지만, NFHS 규칙에 따르면 이름 사용도 합법이다.

## 크리켓
2019년 테스트 크리켓에서 처음으로 저지 이름이 허용되었다. 이들은 2019년 애시즈 시리즈에서 처음 사용되었다.

## 그리드아이언 풋볼
미식축구와 캐나디안 풋볼을 포함하는 그리드아이언 풋볼에서는 저지에 이름이 자주 사용되며 현재 프로 경기에서는 필수 사항이다. 칼리지 풋볼과 고등학교 풋볼에서는 팀 로스터가 100명 이상인 경우가 많아 같은 등번호를 가진 여러 선수가 있을 수 있으며, 선수 이름은 선수들 간의 혼동을 피하는 데 도움이 된다. 일부 학교는 재정적 또는 철학적 이유로 유니폼에 선수 이름을 인쇄하지 않을 수 있다. 펜 스테이트, 노터데임, USC가 후자의 예이다. 육군 축구팀은 선수 성 대신 저지 뒷면에 "ARMY"와 등번호를 사용한다.
원조 2001년 XFL은 선수들이 성을 선택한 별명으로 대체하는 것을 허용하여 악명이 높았다. 이 중 가장 잘 알려진 선수는 로드 스마스로, 그는 유니폼에 "He Hate Me"라는 문구를 새겼다. 2018년, 템플의 선수들은 홍보용 스턴트로 연례 스프링 게임에서 성 대신 트위터 계정 핸들을 사용하도록 허용되었다.

## 아이스 하키

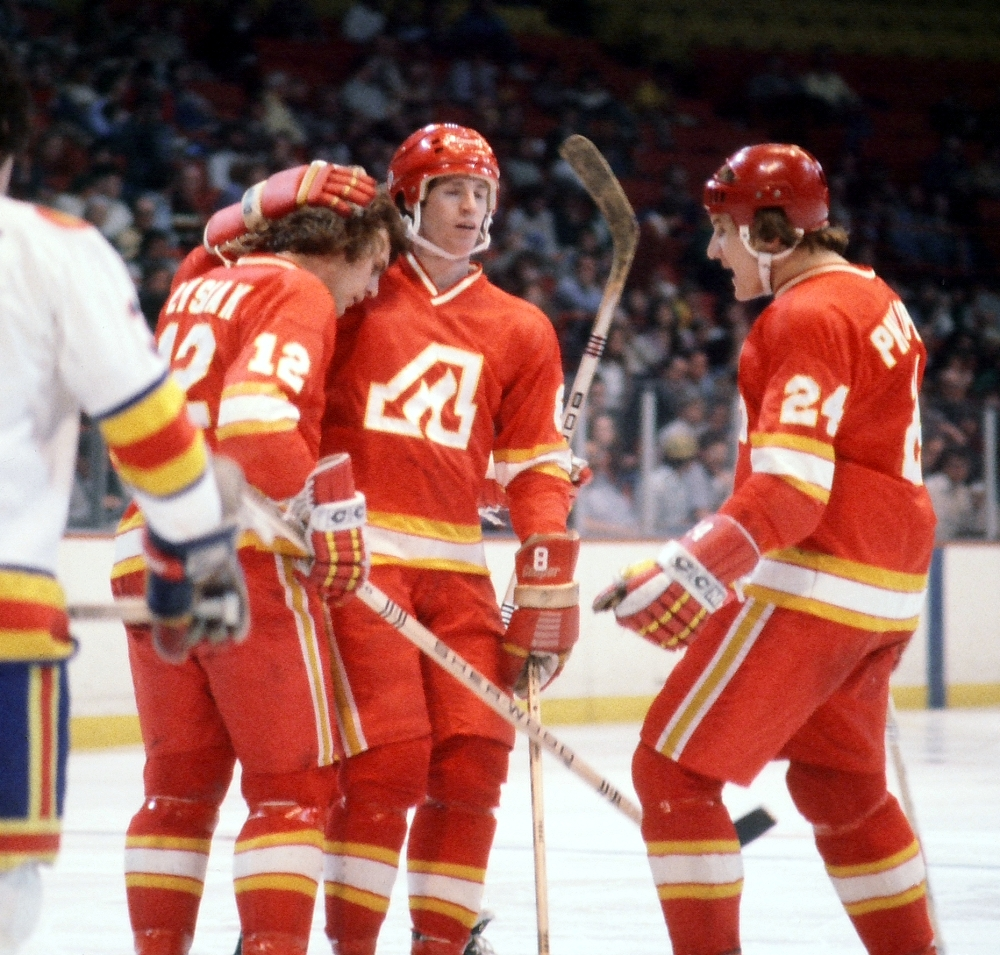
1977-78 시즌, 내셔널 하키 리그 팀들이 선수 이름을 저지에 추가해야 했던 첫 시즌에 애틀랜타 플레임스 선수들이 경기를 축하하는 모습

1977-78 시즌 시작과 함께, 내셔널 하키 리그 (NHL)는 선수 유니폼에 번호 외에 선수 이름도 표시하도록 하는 규칙을 시행했다. 그러나 토론토 메이플리프스 구단주 해롤드 발라드는 처음에는 이 새로운 규칙을 따르기를 거부했는데, 이는 자신의 팀 경기에서 프로그램을 판매할 수 없을까 봐 우려했기 때문이다.
NHL은 1978년 2월 팀에 벌금을 부과하겠다고 위협했고, 발라드는 글자 색깔을 배경과 같은 색으로 만들어 규칙을 따랐는데, 원정 저지의 경우 파란색이었다. NHL은 추가 제재를 위협했고, "읽을 수 없는" 유니폼을 입고 한 경기 이상을 치렀음에도 불구하고, 발라드의 메이플리프스는 마침내 파란색 저지의 글자를 흰색으로 만들면서 진심으로 규칙을 따랐다.

## 같이 보기
- 번호 (스포츠)